# 庞皮尼
庞皮尼（法語：Pampigny）是瑞士联邦西部法语区的沃州下设的一个镇。在行政上属于莫尔日区管辖。庞皮尼的总面积为11.09平方公里。截至2010年底，总人口为989。